# RecoChoku
A RecoChoku Co, Ltd. (株式会社レコチョク) japán informatikai cég, a RecoChoku (レコチョク) zeneletöltési platform üzemeltetője.
A cég eredeti neve Record kaisa csokuei (レコード会社直営) volt, amely utal arra, hogy három országos nagykiadó közös vállalataként alapították.

## Szolgáltatásai
RecoChoku
Kislemezek, albumok, videóklipek, csengőhangok digitális letöltése. A szolgáltatás okostelefonokon, feature phone-okon, személyi számítógépeken, illetve Nintendo 3DS és Nintendo Switch kézikonzolokon érhető el.
RecMusic
Streaming szolgáltatás, melyben a havi előfizetésért több, mint 10 millió, elsősorban J-pop-dalt lehet hallgatni.

## Története
- 2001. július 3-án az Avex Network, a Sony Music Entertainment Japan és a Victor Entertainment közös vállalataként megalapítják a Label Gate Inc.-et (レーベルモバイル株式会社?).
- 2002 decemberében az au (KDDI / Okinawa Cellular Telephone Company) mobilszolgáltató hálózatán elindul a cég Record kaisa csokuei (レコード会社直営?) nevű Csaku-uta (csengőhang) zeneletöltési szolgáltatása.
- 2004 novemberében  az au (KDDI / Okinawa Cellular Telephone Company) mobilszolgáltató hálózatán elindul a cég Record kaisa csokuei Full (レコード会社直営フル?) nevű Csaku-uta Full (teljes hosszúságú dal)  zeneletöltési szolgáltatása.
- 2008. október 31-re a két szolgáltatásról letöltött dalok összesített száma meghaladja az egymilliárdot.[2][3]
- 2008. december 25-én az au mobilszolgáltató hálózatán elindul a cég Record kaisa csokuei Full Plus (レコード会社直営フルプラス?) nevű Csaku-uta Full Plus (320kb/s minőségű teljes hosszúságú dal) zeneletöltési szolgáltatása.
- 2009. január 15-én megnyitják a RecoChoku Shopping (レコチョク shopping?) zenei CD és DVD vásárlási weboldalt.[4]
- 2009. február 1-jén a cég RecoChoku Co, Ltd.-re (株式会社レコチョク?) váltja a nevét.[5]
- 2010. április 1-jén elindítják a szolgáltatást Android operációs rendszerű okostelefonokon a RecoChoku Appli (レコチョクアプリ?) applikáció képében.[6]
- 2012. november 12-én elérhetővé válnak a szolgáltatás első DRM-mentes számai,  elérhetővé válnak a jobb, 320kb/s minőségű dalok Androidon és iOS-en, illetve elindul a szolgáltatás személyi számítógépeken.[7]
- 2012. december 3-án Nintendo 3DS kézikonzolcsaládon is elérhetővé válik a szolgáltatás a RecoChoku Appli Nintendo 3DS (レコチョクアプリ ニンテンドー3DS?) applikáció képében.[8]
- 2013. március 4-én elindul a cég RecoChoku Best (レコチョクBest?) elnevezésű zenei zene-streamelő szolgáltatása.[9]
- 2013 júliusában bevezetik a RecoChoku Prepaid Card (レコチョクプリペイドカード?) ajándékkártyát.[10]
- 2015 februárjában a RecoChoku, az NTT Docomo és a Tower Records elindítja az új előadók felfedezésére hivatott Eggs Project (Eggsプロジェクト?) elnevezésű projektet.[11]
- 2015 júliusában a RecoChoku a USEN-nel együttműködve elindítja az Otoraku áruházi zeneszolgáltatását.[12]
- 2016. augusztus 25-én immár nagy felbontásban is elérhetőek bizonyos zeneszámok[13]
- 2016. december 13-án bevezetik az „Ongaku va, jume vo miru.” (音楽は、夢を見る。?, ’Zene, az álmom.’) szlogent
- 2016. december 15-én több mobiltelefonos zeneletöltési szolgáltatást is beszüntetnek, köztük a Csaku-utát (csengőhang) és a Csaku-uta Fullt (teljes hosszúságú dal)[14]
- 2017 augusztusában RecoChoku Best Light néven elindítják a RecoChoku Best zene-streamelő szolgáltatás új árszintjét, melyben a zeneiparban dolgozó személyek által összeállított lejátszási listákat lehet hallgatni.
- 2018. október 12-én Nintendo Switch konzolon is elérhetővé válik a szolgáltatás a RecoChoku Appli Nintendo Switch (レコチョクアプリ Nintendo Switch?) applikáció képében.
- 2019. március 5-én a RecoChoku Best szolgáltatást átnevezik RecMusicra. Az átnevezéssel párhuzamosan videóklipek is elérhetővé váltak a szolgáltatás keretében.[15][16]
- 2019. december 9-én a RecoChoku és a Tower Records Eggs néven közös céget alapít a független előadók támogatására.[17]

## Részt vevő vállalatok
2019 novemberében
- Up-Front Group
  - Up-Front Works
- Amuse
  - A-Sketch
- WebKoo
- Avex Group
  - Avex Music Creative
- King Records
- Geneon Universal Entertainment Japan
- Johnny & Associates
  - J Storm
    - Johnny’s Entertainment
    - J-One Records
    - Infinity Records
- Sony Music Entertainment Japan
  - Sony Music Records
  - SME Records
  - Epic Records Japan
  - Ki/oon Music
  - Sony Music Associated Records
  - Defstar Records
  - Ariola Japan
  - Sacra Music
  - Sony Music Japan International
  - Sony Music Direct
  - Aniplex
- TNX
- Teichiku Records
- Toy’s Factory
- Tokuma Japan Communications
- Dreamusic
- Nippon Crown
- Nippon Columbia
- VAP
- Bandai Namco Arts
- Being
- JVCKenwood Victor Entertainment
  - Flying Dog
- Pryaid Records
  - BounDEE by SSNW
  - Polystar
- Blues Interactions
- For Life Music Entertainment
- Pony Canyon
- Yamaha Music Communications
- Universal Music
- Yoshimoto R&C
- Roadrunner Japan
- Warner Music Japan